# مسابقات جهانی ژیمناستیک هنری ۱۹۰۹
مسابقات جهانی ژیمناستیک هنری ۱۹۰۹ چهارمین دوره مسابقات جهانی ژیمناستیک هنری است که در لوکزامبورگ از ۱ تا ۲ آگوست ۱۹۰۹ میلادی برگزار شده است.

## جدول مدال‌ها
| رتبه | کشور     | طلا | نقره | برنز | مجموع |
| ۱    | فرانسه   | ۵   | ۲    | ۱    | ۸     |
| ۲    | ایتالیا  | ۱   | ۰    | ۳    | ۴     |
| ۳    | چکسلواکی | ۰   | ۶    | ۱    | ۷     |